# Kathleen O'Neal Gear
Œuvres principales
- Série People Books - First North Americans

Kathleen O'Neal Gear, née le 29 octobre 1954 à Tulare en Californie, est une historienne et femme de lettres américaine. 

## Biographie
Kathleen O'Neal Gear étudie en licence et master à l'université d'État de Californie, avec un doctorat à l'université hébraïque de Jérusalem. Elle a été directrice de thèses doctorales à UCLA et historienne et archéologue des États de Wyoming, de Kansas, de Nebraska et du Département de l'Intérieur des États-Unis.
Son mari W. Michael Gear (en) est souvent coauteur de ses œuvres. Ils habitent à Thermopolis.

## Œuvres

### Ouvrages historiques

#### SériePeople Books - First North Americans
Cette série est coécrite avec W. Michael Gear (en).
1. (en) People of the Wolf, 1990
2. (en) People of the Fire, 1990
3. (en) People of the Earth, 1992
4. (en) People of the River, 1992
5. (en) People of the Sea, 1993
6. (en) People of the Lakes, 1994
7. (en) People of the Lightning, 1995
8. (en) People of the Silence, 1996
9. (en) People of the Mist, 1997
10. (en) People of the Masks, 1998
11. (en) People of the Owl, 2003
12. (en) People of the Raven, 2004
13. (en) People of the Moon, 2005
14. (en) People of the Nightland, 2007
15. (en) People of the Weeping Eye, 2008
16. (en) People of the Thunder, 2009
17. (en) People of the Morning Star, 2014
18. (en) People of the Songtrail, 2015
19. (en) Sun Born, 2016
20. (en) Moon Hunt, 2017
21. (en) Star Path, 2019
22. (en) People of the Canyons, 2020
23. (en) People of Cahokia: Lightning Shell, 2022

##### SériePeople of the Longhouse
Cette série est coécrite avec W. Michael Gear (en).
1. (en) People of the Longhouse, 2010
2. (en) The Dawn Country, 2011
3. (en) The Broken Land, 2012
4. (en) People of the Black Sun, 2012

### Romans

#### SériePowers of Light
1. (en) An Abyss of Light, 1990
2. (en) Treasure of Light, 1990
3. (en) Redemption of Light, 1991

#### SérieBlack Falcon Nation
1. (en) It Sleeps in Me, 2005
2. (en) It Wakes in Me, 2006
3. (en) It Dreams in Me, 2007

#### SérieAnasazi Mysteries
Cette série est coécrite avec W. Michael Gear (en).
1. (en) The Visitant, 1999
2. (en) The Summoning God, 2000
3. (en) Bone Walker, 2001

#### SérieThe Rewilding Reports
1. (en) The Ice Lion, 2021
2. (en) The Ice Ghost, 2022
3. (en) The Ice Orphan, 2022

#### Romans indépendants
- (en) Sand in the Wind, 1990
- (en) This Widowed Land, 1993
- (en) Thin Moon and Cold Mist, 1995
- (en) Dark Inheritance, 2001Écrit avec W. Michael Gear (en).
- (en) Raising Abel, 2002Écrit avec W. Michael Gear (en).
- (en) The Betrayal. The Lost Life of Jesus., 2008Écrit avec W. Michael Gear (en).
- (en) Children of the Dawnland, 2009Écrit avec W. Michael Gear (en).
- (en) Maze Master, 2018
- (en) Cries from the Lost Island, 2020